# Murad V

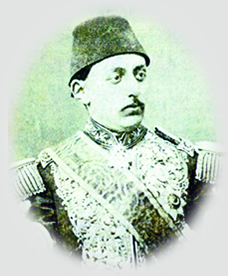
Murad V

Murad V (21 de septiembre de 1840-29 de agosto de 1904) fue un sultán del Imperio otomano, reinó desde el 30 de mayo hasta el 31 de agosto de 1876.
Hijo del sultán Abdülmecid I, fue entronizado después de que su tío, el sultán Abdülaziz I, fuera depuesto de su cargo. Fue altamente influido por la cultura francesa. Reinó por 93 días antes de ser también depuesto, debido a una enfermedad mental, y fue sucedido por su hermano, el sultán Abdülhamid II. Falló al entregar la Constitución que habían buscado sus simpatizantes, y bajo su reinado el país estuvo cada vez más a la guerra con el Imperio ruso, que finalmente se concretó al año siguiente (Guerra Ruso-Turca de 1877 a 1878).

## Primeros años
Murad nació en Estambul el 21 de septiembre de 1840.  Su padre era Abdulmecit I. Su madre, con quien su padre se casó en Constantinopla el 1 de agosto de 1839, era Şevkefza, de etnia circasiana de la tribu Ubykh, hija del bey Mehmed Zaurum y su esposa Cemile Hanım.
A partir de finales de 1840, nacieron otras princesas y príncipes del joven sultán. Se prestó atención a la educación y el entrenamiento cuidadoso del gran príncipe Murad. Entre los maestros del príncipe, su maestro del Corán, Toprik Süleyman Efendi, Ferrik Efendi, Sheikh Hafız Efendi le enseñaron el Hadiz (las tradiciones de Mahoma), Monsieur Gardet (francés) y Lombardi italiano (piano).
Murad también participó en las visitas de Abdülaziz a Egipto en 1863 y a Europa en 1867. Si bien los gobernantes europeos lo apreciaron con su amabilidad, su tío, que estaba incómodo con esto, había planeado enviarlo de regreso a Estambul. Napoleón y la reina Victoria mostraron interés en Murad más que en Abdulaziz. Además, se organizaron invitaciones especiales y excursiones para el príncipe heredero.
Pasó la mayor parte de su tiempo en la granja en Kurbağalıdere, Kadıköy, que Abdülaziz le había asignado. Con frecuencia hablaba con los señores Şinâsi, Nâmık Kemal y Ziyâ (Pasha) sobre la legitimidad, la democracia y la libertad. En Ziyâ Pasha y su médico especial, Kapoleon Efendi, también se comunicó con Midhat Pasha, el líder del grupo de oposición, que no estaba satisfecho con el gobierno de Abdulaziz. En este caso, el Imperio Otomano enfrentó varias dificultades.

## Reinado

### Ascenso
Ascendió al trono después de la deposición de su tío el 30 de mayo de 1876. Estaba muy influenciado por la cultura francesa y era liberal. Reinó durante 93 días antes de ser depuesto con el argumento de que estaba mentalmente enfermo. Como resultado, no pudo entregar la Constitución que sus partidarios habían buscado. La consiguiente inestabilidad política causada por su expulsión acercó al imperio a la desastrosa guerra con Rusia, luego gobernada por Alejandro II.
Murad V fue el primer y único Sultán miembro de la Gran Logia de masones libres y aceptados de Turquía.
Una fuente primaria importante sobre su vida proviene de las memorias de uno de sus consortes, Filizten Kalfa, escrito en la década de 1930.

### La rebelión
El 10 de mayo de 1876, los conspiradores, liderados por el antiguo y futuro gran visir Mutherjim Mehmed Rushdi Pasha, el ministro de Guerra Hussein Avni Pasha, Sheikh ul-Islam Hassan Khayrullah-effendi [tr] y el ministro sin una cartera de Midhat Pasha, comenzaron a actuar. El 12 de mayo, los conspiradores convocaron un consejo que dictaminó que Abdul-Aziz ya no podía ocupar el trono del sultán. Murad no solo sabía lo que estaba sucediendo, sino que también aprobó el desplazamiento de su tío. En la noche del 29 al 30 de mayo, AbdulAziz fue bloqueado en el Palacio de Dolmabahçe - todas las entradas y salidas fueron bloqueadas - y fue completamente aislado del mundo exterior. Inmediatamente después de esto, un batallón formado por cadetes de la academia militar, bajo el mando de Nazyra Suleiman Pasha, fue a la villa del heredero para llevar a Murad al palacio del sultán.
Murad, que no sabía que el batallón había sido llamado para vigilarlo, temiendo que la conspiración hubiera fallado y pudiera ser arrestado, se negó a dejarlos entrar en la villa. Solo contactando a Hussein Avni, Murad salió de la villa en un carruaje. En el camino, durante una tormenta eléctrica y una fuerte lluvia, Murad cambió su carruaje varias veces para evitar provocaciones. Luego, por mar (el heredero también fue trasladado varias veces a diferentes barcos) Murad llegó a la plaza Beyazit, desde donde fue entregado en carruaje hasta las puertas de Serasker. Aquí, el gran visir, el jeque-ul-Islam y otros dignatarios que esperaban a Murad, le juraron lealtad como nuevo sultán. Al mismo tiempo, fatwa fue leída a Abdulaziz, con base en la cual fue desplazado; El fatwa dijo que el sultán no estaba interesado en los asuntos del gobierno, por lo tanto, no debía ocupar el trono. Al mismo tiempo, la propiedad de la familia del antiguo sultán fue saqueada; parte de los valores pasaron a manos de la madre de Murad V, la nueva validez de Shevkefzy-Sultan, y el pago de las deudas del propio Murad V, la otra parte estaba en manos de dignatarios que participaron en la conspiración. Abdulaziz fue llevado al Palacio de Topkapi cuando el nuevo Sultán llegó a Dolmabahçe, y luego, con el permiso de Murad V y sus asesores, se mudó con su familia al Palacio Feriye de su elección.

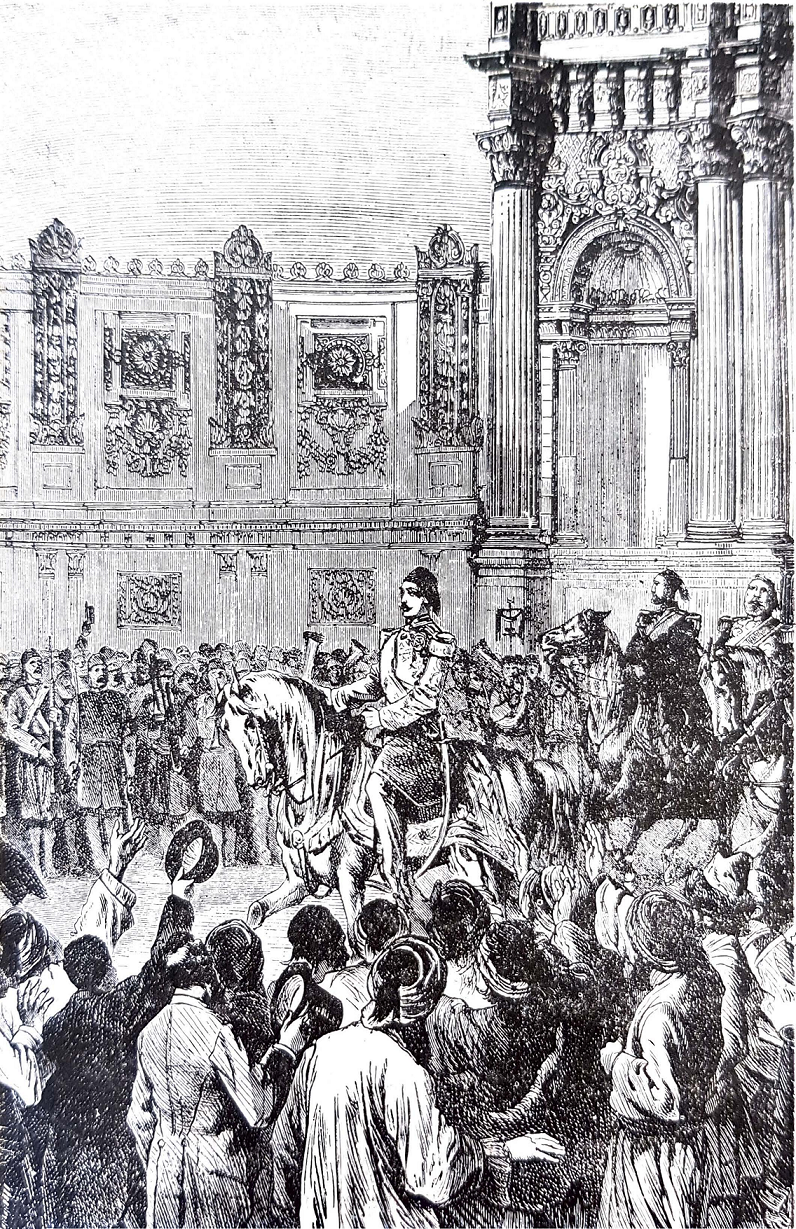
El príncipe va en dirección a la mezquita de Abu Ayyub al-Ansari para ser coronado en el trono de la familia Al-Othman con el nombre del Sultán Murad V.

Aunque en el momento de la adhesión al trono de Murad V, su estado mental ya era inestable, en general, se sentía bastante bien. Para su aprobación como el Sultán Murad, se llevó a cabo una segunda ceremonia de juramento, que tuvo que reducirse por temor a que el Sultán pudiera enfermarse. Además, Murad no pasó por la ceremonia de rodear la espada de Osman en Eyup, un análogo de la coronación europea. Al mismo tiempo, aparecieron los primeros desacuerdos en el consejo de conspiradores que elevó a Murad V al trono otomano: desde arriba, solo Midhat Pasha fue un ferviente partidario de la democracia, mientras que el resto habló para continuar con el antiguo régimen. Hussein Avni incluso se comportó como un dictador: por su orden, sin su conocimiento, nadie podía salir del palacio del Sultán, al igual que nadie podía entrar.
El 4 de junio de 1876, el ex Sultán Abdul-Aziz fue encontrado muerto en el Palacio Feriye; El cuerpo de Abdul-Aziz fue examinado por varios médicos, y se anunció oficialmente que el sultán derrocado se suicidó cortando las venas de sus muñecas. Murad V estaba sorprendido por lo que había sucedido; El estado mental del nuevo sultán preocupaba seriamente a sus ministros y su familia. Al mismo tiempo, aparecieron rumores en el extranjero de que Abdul-Aziz fue asesinado por orden de Murad V. El 11 de junio, una de las esposas de AbdulAziz, circasiana Nesrin Kadyn-effendi, fue encontrada muerta en Feriye; En la noche del 16 de junio, su hermano, Cherkess Hassan Bey, que deseaba vengar a su hermana, irrumpió en la mansión del Midhat Pasha para matar a los funcionarios del golpe de Estado. Allí mató a cinco personas, incluido el ministro de Guerra Hussein Avni Pasha, luego de lo cual fue capturado, juzgado y ejecutado. El ataque a las personas que lo llevaron al poder llevó a Murad V a una depresión profunda, que finalmente minó su salud mental.
El estado del sultán se hizo público gradualmente. Las ceremonias en las que se requería la participación del sultán se hicieron cada vez más cortas en tiempo y menos en número. En la primera oración del viernes después de la muerte de Abdul-Aziz en Aya-Sofya, Murad V perdió el conocimiento y fue transferido al Palacio de Yıldız, desde donde recuperó el conocimiento y regresó a Dolmabahce. Para el segundo viernes, la condición de Murad empeoró y no pudo asistir a la mezquita. El sultán se encerró en el palacio y no aceptó a nadie. El tercer viernes, Murad, en violación de todas las tradiciones, fue llevado a la pequeña mezquita más cercana, donde celebró una ceremonia de oración del viernes, lo que decepcionó a los ulama. Después de la ceremonia, el sultán regresó a sus aposentos y, sin desvestirse, se fue a la cama; Por la mañana, los criados encontraron vidrios rotos en las cámaras con las que Murad intentó suicidarse. El gobierno trató de ocultar la condición de Murad V, pero no tuvo éxito.

### Años posteriores

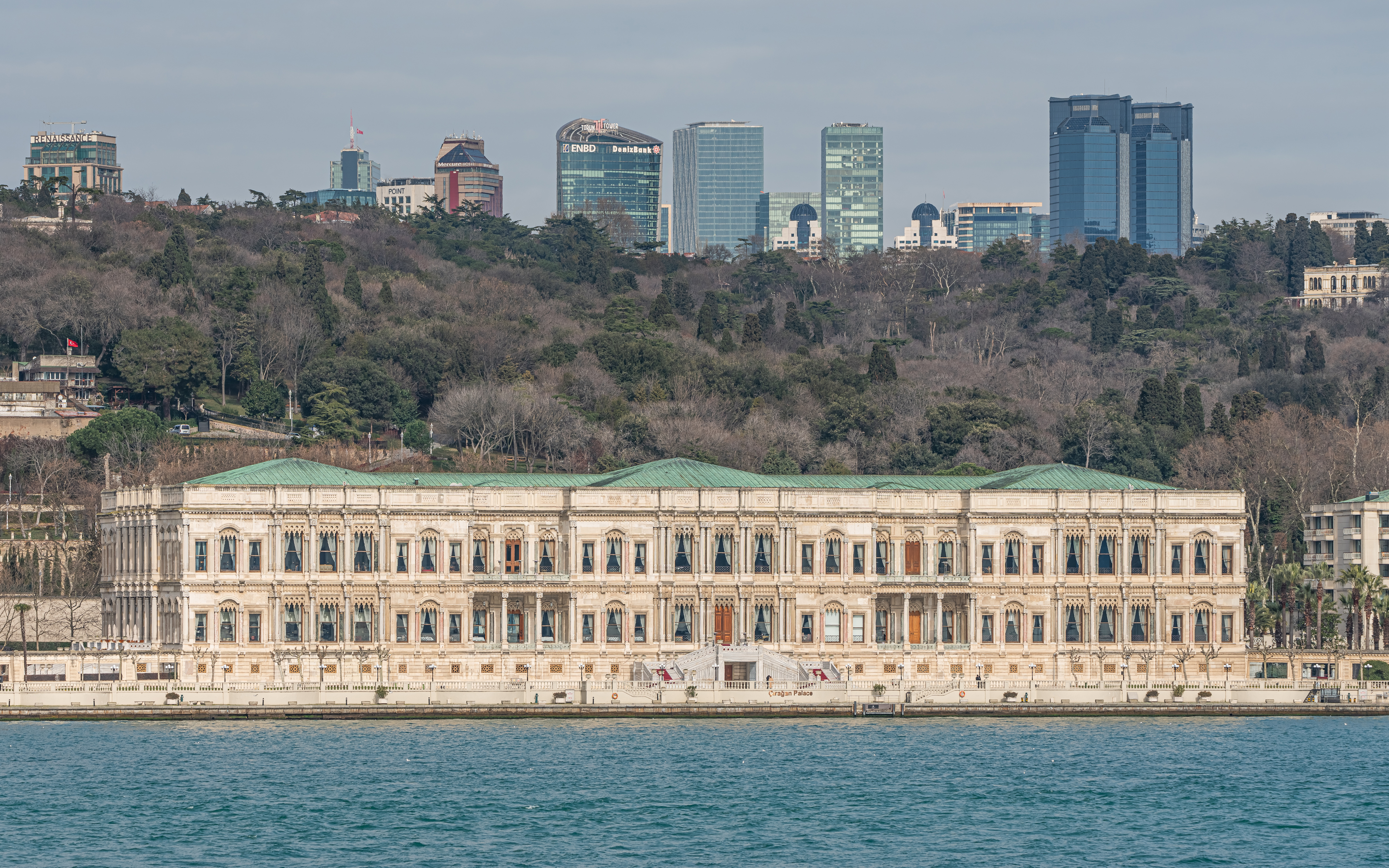
El palacio de Chiragan restaurado, en el que Murad V vivió después del derrocamiento

El 31 de agosto de 1876, Murad V, con su familia y sirvientes bajo escolta, fue enviado al palacio de Çiragan. Muchos de los contemporáneos de Murad creían que enfrentaría el mismo destino que su tío Abdul-Aziz había sufrido anteriormente, pero permaneció vivo después del derrocamiento durante veintiocho años. Jevdet Kucuk, autor de un artículo sobre Murad V en la Enciclopedia Islámica, creía que la membresía en la logia masónica desempeñaba un papel en la preservación de la vida de Murad después del derrocamiento, y su asesinato afectaría negativamente la reputación de su hermano, el sultán Abdul-Hamid II.
Después de nueve meses de prisión en Çiragan, el estado de Murad V mejoró debido al tratamiento a largo plazo. Durante el primer año después del derrocamiento, los partidarios del ex Sultán intentaron tres veces liberarlo y devolverlo al trono: en noviembre de 1876, durante el primer intento de liberar al ex Sultán, cuatro hombres fueron capturados (dos de ellos eran extranjeros, probablemente masones griegos), vestidos con ropa de mujer y tratando de entrar al palacio; El 15 de abril de 1877, sus hermanos masones intentaron rescatar a Murad, pero él se negó a ir con ellos; El último intento se realizó el 20 de mayo de 1878, pero el principal participante de la conspiración, Ali Suawi, murió en extrañas circunstancias. Todo esto preocupaba a Abdul-Hamid II y condujo al hecho de que, por orden suya, se erigió un cordón alrededor de Chiragan para separar el palacio del resto de la ciudad. Sin embargo, Murad vivía bastante cómodo, disfrutando de la compañía de su familia y concubinas. El estilo de vida cerrado que el ex sultán se vio obligado a llevar a cabo dio lugar a numerosos rumores: la prensa extranjera a menudo escribió que el ex sultán languidece en prisión, huyó y recibió un disparo, o instruye a su hermano sultán sobre el tema armenio. En 1884, la muerte de Murad se anunció oficialmente, después de lo cual, por orden de Abdul-Hamid II, se prohibió mencionar el nombre de su hermano depuesto.

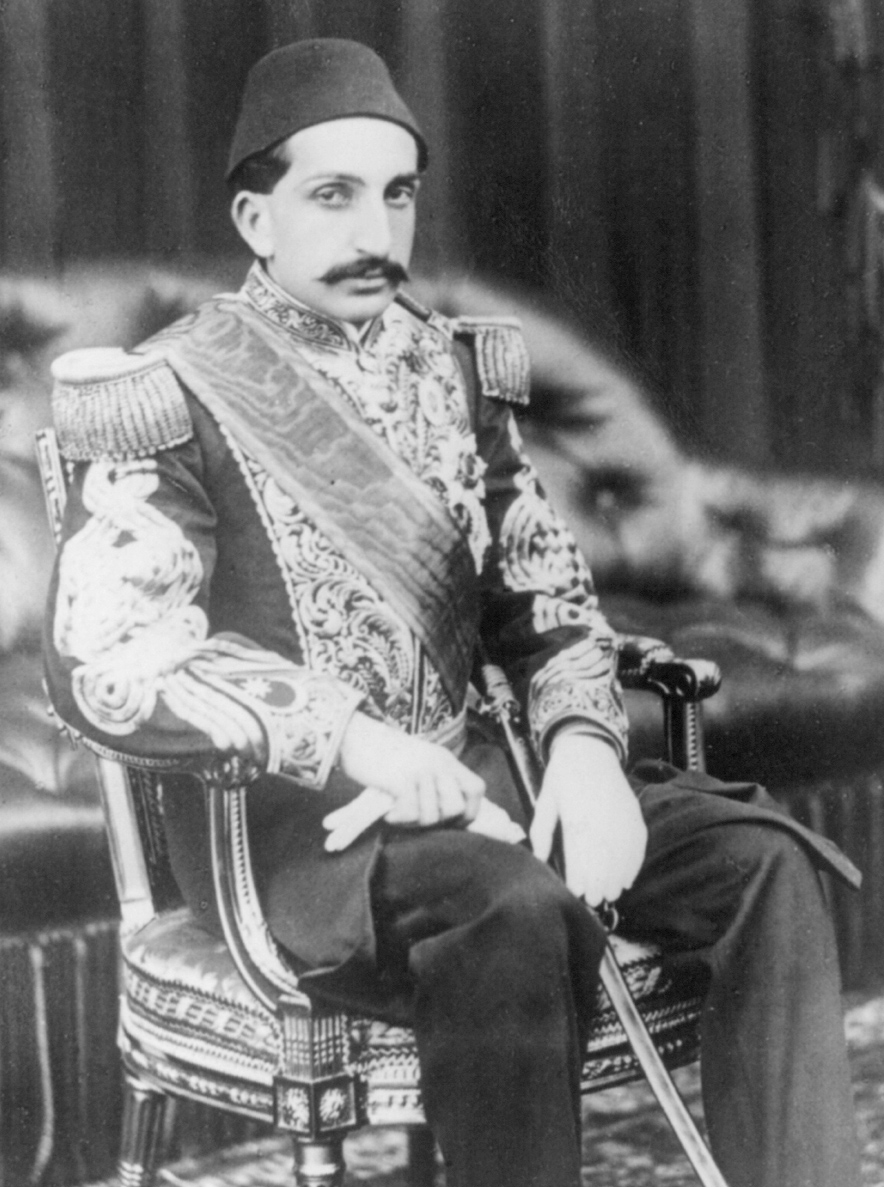
Le sucedió en el trono a Murad V su hermano, Abdul Hamid II

### Muerte
Murió en el palacio de Çırağan, Ortaköy, Estambul, y fue enterrado en Estambul el 30 de agosto de 1904. Su hermano, Abdul Hamid II, ascendió al trono el 31 de agosto de 1876.
Si bien su esposa Mevhibe y su hijo Selahaddin Efendi informaron que Murad V estaba dispuesto a ser enterrado en el Mausoleo Yahya Efendi, él no lo aprobó. Abdulhamid retiró el funeral de su hermano sin anuncio ni ceremonia. La oración del antiguo sultán que fue lavado y envuelto en el Palacio de Topkapi se realizó en la Mezquita Hidayet en Bahçekapı; Después de la procesión fúnebre, fue enterrado junto a su madre Şevkefza en la Nueva Mezquita, Estambul.
| Predecesor: Abdülaziz I | Sultán del Imperio Otomano 30 de mayo - 31 de agosto de 1876 | Sucesor: Abdülhamit II |